# Betty Owczarek
Pour les articles homonymes, voir Binoche.
Betty Owczarek, plus connue simplement sous le nom de Betty, est une chanteuse, mannequin et animatrice de télévision belge née le 22 mai 1976 à Courtrai. 
Elle s'est également produite sous le nom de Biba Binoche.

## Biographie
Betty a fait plusieurs reprises, dont Je t'aime mélancolie de Mylène Farmer et Je suis venue te dire que je m'en vais de Serge Gainsbourg. 
Elle chante aussi bien en français qu'en néerlandais.
Depuis 2013, elle présente une émission sur la chaîne flamande Club 41.

## Discographie

### Albums
- 2001 : Come to me (Betty)
- 2003 : Initials BB (Biba Binoche)

### Singles
- 2000 : Leef / Bewonerslied
- 2000 : Een brief voor kerstmis
- 2000 : Come to me
- 2001 : You're the one
- 2001 : Something in your eyes / Boys boys boys
- 2002 : Gek op jou
- 2003 : Je t'aime mélancolie[3]
- 2003 : Si Douce[4]
- 2003 : Je suis venue te dire que je m'en vais
- 2004 : Je chante pour toi
- 2004 : Yo quiero bailar
- 2006 : Tatanzer
- 2006 : Nasowas
- 2008 : Pouces en auvant / Duimen naar voren
- 2008 : Goût d'mazout
- 2008 : Vrienden
- 2008 : Décadance
- 2010 : Ohlala, deze nacht gaat het gebeuren
- 2012 : Koel Me Af / So Hott[5]
- 2013 : Tarzan Toy

### Vidéoclips
Dans ses vidéoclips « Si Douce » et « Koel Me Af » Betty Owczarek prend position en faveur de l'homosexualité féminine.